# HNK Lipovača
NK Lipovača Vukovar je nogometni klub iz vukovarskog naselja Lipovače. 
U sezoni 2020./21. se natječe se u 3. ŽNL Vukovarsko-srijemska NS Vukovar.

## Povijest
Klub je osnovan 1955. godine pod imenom NK Mladi Borac i djelovao je do sezone 1990./91. Rad kluba se obnavlja 2001. godine pod novim imenom HNK Lipovača.
Od obnove do danas se natječe se u 3. ŽNL Vukovarsko-srijemskoj.

### Plasmani kluba kroz povijest
| Sezona    | Liga                                   | Plasman    |
| --------- | -------------------------------------- | ---------- |
| 2002./03. | 3. ŽNL Vukovarsko-srijemska Grupa B    | 5. mjesto  |
| 2003./04. | 3. ŽNL Vukovarsko-srijemska Grupa B    |            |
| 2004./05. | 3. ŽNL Vukovarsko-srijemska Grupa B    |            |
| 2005./06. | 3. ŽNL Vukovarsko-srijemska Grupa B    | 5. mjesto  |
| 2006./07. | 3. ŽNL Vukovarsko-srijemska NS Vukovar | 6. mjesto  |
| 2007./08. | 3. ŽNL Vukovarsko-srijemska NS Vukovar | 8. mjesto  |
| 2008./09. | 3. ŽNL Vukovarsko-srijemska NS Vukovar | 7. mjesto  |
| 2009./10. | 3. ŽNL Vukovarsko-srijemska NS Vukovar | 3. mjesto  |
| 2010./11. | 3. ŽNL Vukovarsko-srijemska NS Vukovar | 4. mjesto  |
| 2011./12. | 3. ŽNL Vukovarsko-srijemska NS Vukovar | 5. mjesto  |
| 2012./13. | 3. ŽNL Vukovarsko-srijemska NS Vukovar | 6. mjesto  |
| 2013./14. | 3. ŽNL Vukovarsko-srijemska NS Vukovar | 10. mjesto |
| 2014./15. | 3. ŽNL Vukovarsko-srijemska NS Vukovar | 6. mjesto  |
| 2015./16. | 3. ŽNL Vukovarsko-srijemska NS Vukovar | 3. mjesto  |
| 2016./17. | 3. ŽNL Vukovarsko-srijemska NS Vukovar | 7. mjesto  |

## Ostalo
U organizaciji kluba se od 2015. godine održava Memorijalni turnir Tomislav Živković